# Éditions Galilée
Éditions Galilée és una editorial francesa amb seu a París i creada el 1971 per Michel Delorme. Està especialitzada en filosofia, literatura francesa, arts i humanitats. És coneguda per haver publicat textos vinculats amb el concepte de desconstrucció, teoritzat per Jacques Derrida, i sobre filosofia postmoderna d'autors com Jean Baudrillard i Jean-François Lyotard.
Entre les autories presents en el seu catàleg destaquen: Michel Bosquet, Sarah Kofman, Jean-Luc Nancy, Georges Perec, Jacques Dupin, Paul Virilio, Jean Oury, Félix Guattari, Bernard Stiegler, Ignacio Ramonet, Hélène Cixous, Michel Deguy, Michel Onfray, Pascal Quignard, Marc Augé, Yves Bonnefoy i Jacques Rancière. Així com també artistes del prestigi de Valerio Adami, Pierre Alechinsky, Karel Appel, Guillaume Corneille, Erró, Simon Hantaï i Antoni Tàpies.